# Elezioni parlamentari in Afghanistan del 2010
Le elezioni parlamentari in Afghanistan del 2010 si tennero il 18 settembre per il rinnovo della Camera del popolo.

## Risultati
| Liste                                  | Voti | % | Seggi |
| -------------------------------------- | ---- | - | ----- |
| Jamiat-e Islami                        |      |   | 17    |
| Partito dell'Unità Islamica del Popolo |      |   | 11    |
| Movimento Islamico Nazionale           |      |   | 10    |
| Jamhori                                |      |   | 9     |
| Hezbe Wahdat                           |      |   | 7     |
| Mahaz-e Milli                          |      |   | 6     |
| Afghan Mellat                          |      |   | 4     |
| Dawat-e Islami                         |      |   | 4     |
| Paiwand-e Milli                        |      |   | 4     |
| Harakat-e Islami                       |      |   | 4     |
| Altri partiti                          |      |   | 10    |
| Indipendenti o non classificabili      |      |   | 163   |
| Totale                                 |      |   | 249   |